# Baia Mare
Pour les articles homonymes, voir Baia.
Baia Mare (littéralement « la grande mine », en hongrois : Nagybánya, en yiddish : באניע, en ukrainien : Бая-Маре, en allemand : Neustadt ou Frauenbach, en latin : Rivulus Dominarum, la « Rivière des Dames »), est une ville du județ de Maramureș, dans le nord-ouest de la Roumanie. Sa population s'élevait à 123 738 habitants en 2011.
La ville est un centre industriel, commercial et culturel, tristement connu pour la catastrophe de 2000, accident minier au cours duquel des tonnes de cyanure de l'industrie aurifère furent déversées dans le bassin hydrographique du Someș et de la Tisza à la suite de la rupture d'un barrage qui contenait des eaux contaminées. On a qualifié cette catastrophe de pire désastre écologique depuis Tchernobyl.
Une importante école de peinture, sous l'influence de l'impressionnisme et de l'expressionnisme, a été fondée ici à la fin du XIXe siècle par des artistes venus des quatre coins du monde.

## Toponymie
Baia Mare signifie littéralement « la grande mine », « mare » signifiant « grand » en roumain et « baie » étant un archaïsme roumain équivalent au hongrois « bánya » signifiant « mine ». On trouve partout le mot baie là où il y a d'anciennes mines en Roumanie.

## Géographie
Baia Mare est située dans la vallée de la rivière Sasar, un affluent de la Lăpuș. Elle se trouve dans une dépression, environnée par un relief montagneux carpathique au nord avec les monts Igniș (Munții Ignișului) et à l'est avec les monts Gutâi (Munții Gutâiului), et constitué de collines au sud dans les Dealurile Silvaniei.
Baia Mare est située à 97 km au nord de Cluj, à 408 km au nord-ouest de Bucarest, à 70 km de la frontière hongroise et à 50 km de la frontière ukrainienne.
Le deuxième centre urbain du județ est Sighetu Marmației, capitale historique de la Marmatie, ville située à 60 km au nord-est. Il faut franchir le col du Gutâi (987 m d'altitude) pour y parvenir.

## Histoire
Des vestiges archéologiques montrent que ce territoire a été habité à partir du paléolithique supérieur. À l’âge du bronze apparaissent les Carpes, tribu Dace (des Thraces septentrionaux) dont le nom signifie « rocailleux » et qui a laissé son nom aux Carpates. Les caractères ethnographiques des Daces se sont mieux conservés dans la Marmatie voisine et autour de Baia-Mare, ce qui en fait une zone de grand intérêt pour les ethnologues.
La plus ancienne trace écrite de la ville remonte à l'année 1142, lorsque le roi hongrois Géza II encouragea les paysans et nobliaux de Lorraine, du Luxembourg et de Rhénanie à coloniser la Transylvanie alors hongroise pour la protéger de l'invasion des nomades Coumans. On considère que la ville est ainsi fondée sous le nom Neustadt au XIIe siècle par ces immigrants venus de Saxe.
Le nom de Baia Mare est ensuite mentionnée pour la première fois dans un document de 1329. La ville y est présentée comme un centre minier et une cité médiévale à majorité allemande, bénéficiant de larges franchises, sise dans le comitat hongrois de Satu Mare (Szatmár). Cette nouvelle attestation documentaire provient la chancellerie du roi de Hongrie, Charles-Robert d'Anjou. Mais c'est la chancellerie du roi Louis d’Anjou, le 20 septembre 1347, qui détaille le mieux les institutions de la ville. L'Hôtel des monnaies de Baia Mare est mentionné pour la première fois en 1411 et présenté comme l'atelier le plus renommé de ce type en Transylvanie.
En 1446, le domaine de Baia Mare avec toutes ses mines devient la propriété du voïvode de Transylvanie, Jean Hunyadi, en remerciement pour son courage contre l’invasion ottomane. C'est à ses frais que l'on entreprend la construction de la cathédrale Saint Étienne ayant comme annexe « La Tour d’Étienne ».
En 1469, le roi Matthias Corvin émet un document important pour les citoyens de la ville : il s’agit du droit de renforcer les fortifications avec de hauts murs, des cloisons, des fossés, des palissades capables de repousser de puissants assiégeants. Baia Mare reçoit alors le rang de : « castrum » ou « castellum » (ville fortifiée). Malgré cela, en 1490 Baia-Mare est prise et pillée par les troupes polonaises du prince Jean Albert.
En 1526, la ville de Baia Mare devient la propriété du voïvode de Transylvanie, Jean Zapolya, période pendant laquelle on enregistre un déclin de la vie économique locale, les ressources de la ville étant dilapidées en coûteuses guerres par Zapolya et ses successeurs. Dans les années suivantes, la Réforme progresse parmi les Baïmarènes (comme on appelle ses habitants). L’année 1547 est remarquable pour la création d’une importante institution d’enseignement ; il s’agit de « Schola Rivulina », qui appartenait au culte reformé. Cette école s’est affirmée pendant plus de deux siècles comme un véritable berceau de culture, en fournissant un grand nombre de théologiens, de fonctionnaires, de juristes, de lettrés mais aussi d'ingénieurs des mines.

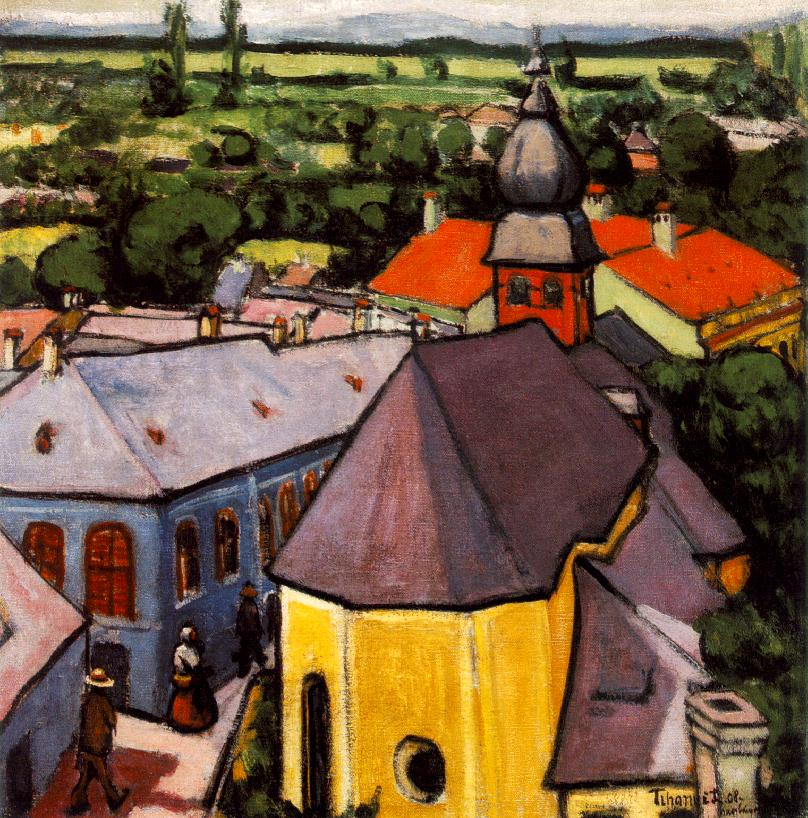
Vue d'une rue à Nagybánya, Lajos Tihanyi (1908).

Afin d'exprimer sa reconnaissance pour l’abolition de ses dettes par le voïvode valaque, Michel le Brave, en 1600, l’administrateur des mines Felician Herbstein ordonne l’émission, par l’Hôtel des Monnaies de Baia Mare, d’une médaille d’or qui représente le visage du voïvode : c'est l’une des plus belles réalisations du domaine numismatique.
En 1699 (Traité de Karlowitz), comme toute la Transylvanie, Baia-Mare passe sous l'occupation autrichienne. Les tentatives, en 1703, du capitaine Pintea Viteazul (« le Brave »), au service du voïvode François II Rakoczi, de les en chasser, échoue. En 1748 les autorités autrichiennes créent à Baia Mare l'inspection minière (Obermat), et construisent un nouvel Hôtel des Monnaies.
En 1867, alors que le chemin de fer atteint Baia-Mare, l'autonomie de la principauté de Transylvanie est supprimée et l'empire d'Autriche devient la double monarchie austro-hongroise : Baia-Mare redevient une ville de province du royaume de Hongrie, où affluent des peintres (Károly Ferenczy, Vilmos Aba-Novák, Lajos Tihanyi…), attirés par les paysages alentour, des géologues, des collectionneurs de minéraux et des ethnologues venus étudier les villages valaques conservant des traditions et des pratiques médiévales. L’année 1889 voit la parution du premier hebdomadaire roumain « Gutinul », revue socio-littéraire et économique.

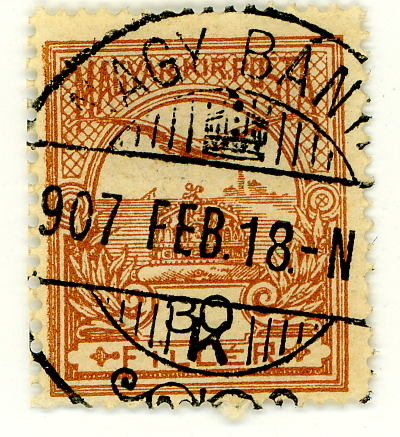
Nagy Bánya dans le Royaume de Hongrie en 1907.

En 1920, le traité de Trianon attribue Baia-Mare à la Roumanie. La ville devient alors pendant vingt ans un chef-lieu de département. En 1940, par les « Arbitrages de Vienne », la ville repasse sous la souveraineté de la Hongrie, soumise à la dictature de Miklós Horthy. Dans les années 1940, les Juifs de Baia Mare doivent subir l'antisémitisme des « Croix Fléchées » et en 1944, Baia Mare devient un centre de regroupement forcé pour les Juifs en attendant leur déportation vers Auschwitz : sur les ordres du gouvernement de Ferenc Szálasi, le ghetto est établi le 3 mai 1944 dans l'ancienne verrerie Koenig, où doivent s'entasser jusqu'à 4 000 personnes et un autre ghetto est installé dans une grange pour 200 personnes, d'autres devant rester à la rue.
Les 5 917 Juifs concentrés dans ces deux ghettos sont déportés à Auschwitz en deux convois, respectivement le 31 mai et le 5 juin 1944. Toutefois, grâce à son commandant militaire, le lieutenant-colonel Imre Reviczky, de nombreux Juifs échappent à la déportation ordonnée en 1944 par le (en 1962, Imre Reviczky fut distingué à titre posthume comme Juste parmi les nations). 
En septembre 1944, l'offensive des 2e, 3e et 4e fronts ukrainiens et de l'armée roumaine désormais Alliée contre la deuxième armée hongroise et la sixième armée allemande, rend de facto Baia Mare à la Roumanie, ce qui sera reconnu de jure après la Seconde Guerre mondiale, au traité de Paris en 1947 qui annule les « Arbitrages de Vienne ». Mais la Roumanie est soumise, du 6 mars 1945 au 22 décembre 1989 à une dictature dite communiste sous la férule d'un parti unique, le PCR.
Depuis 1991, Baia Mare se développe surtout grâce au tourisme dans le Maramureș, mais reste un centre culturel, minier et industriel important.
Le 30 janvier 2000, aux alentours de Baia Mare a eu lieu une catastrophe industrielle de nature chimique : le déversement de cyanure provenant de l'exploitation minière aurifère Aurul. 287 500 m3 d’effluents contenant des cyanures (115 tonnes) et des métaux lourds contaminent une superficie de 14 ha et polluent la Sasar. Une « vague » de 30 à 40 km de long contenant des effluents cyanurés se propagera les jours et semaines suivantes sur la Lăpuș, le Someș, la Tisza et le Danube. La pollution atteint cinq pays : Roumanie, Hongrie, Serbie, Bulgarie et Ukraine et aboutit en mer Noire.

## Politique
| Période                                  | Période | Identité          | Étiquette | Qualité |
| ---------------------------------------- | ------- | ----------------- | --------- | ------- |
| Les données manquantes sont à compléter. |         |                   |           |         |
|                                          |         | Cristian Anghel   | PNL       |         |
| Les données manquantes sont à compléter. |         |                   |           |         |
| 2011                                     |         | Cătălin Cherecheş | UNPR      |         |

| Parti | Parti                                      | Sièges | Statut |
| ----- | ------------------------------------------ | ------ | ------ |
|       | Parti national libéral (PNL)               | 7      |        |
|       | Coalition pour Baia-Mare (PSD)             | 7      |        |
|       | Union sauvez la Roumanie (USR)             | 4      |        |
|       | Parti Mouvement populaire (PMP)            | 3      |        |
|       | Union démocrate magyare de Roumanie (UDMR) | 2      |        |

## Démographie

### Communautés culturelles
Au début du XXe siècle, la majorité de la population est hongroise. La proportion s'inverse au cours des deux décennies suivantes. Des Juifs ashkénazes commencèrent à s'établir à Baia Mare vers 1850, principalement des artisans, des entrepreneurs et des agriculteurs et la première synagogue ouvrit en 1887. Une partie d'entre eux étaient affiliés à la fameuse école hassidique de Szatmár mais presque tous furent exterminés dans la Shoah et il ne restait que 950 Juifs à Baia Mare en 1947, qui émigrèrent pour la plupart au cours des décennies suivantes.
| Année, | Roumains | Roumains | Hongrois | Hongrois | Allemands | Allemands | Juifs | Juifs | Roms  | Roms | Ukrainiens | Ukrainiens | Autres | Autres |
| Année, | Nb       | %        | Nb       | %        | Nb        | %         | Nb    | %     | Nb    | %    | Nb         | %          | Nb     | %      |
| ------ | -------- | -------- | -------- | -------- | --------- | --------- | ----- | ----- | ----- | ---- | ---------- | ---------- | ------ | ------ |
| 1880   | 4 544    | 40,63    | 6 271    | 56,08    | 225       | 2,01      |       |       |       |      | 31         | 0,28       | 52     | 0,46   |
| 1920   | 7 823    | 48,39    | 5 170    | 31,98    | 1 232     | 7,62      | 1 843 | 11,40 |       |      | .          |            | 99     | 0,61   |
| 1930   | 9 747    | 54,52    | 5 680    | 31,77    | 168       | 0,94      | 1 987 | 11,11 | 164   | 0,92 | 7          | 0,04       | 54     | 0,30   |
| 1956   | 21 049   | 55,88    | 15 341   | 40,73    | 103       | 0,27      | 1 060 | 2,81  | 22    | 0,06 | 34         | 0,09       | 48     | 0,13   |
| 1977   | 73 877   | 73,16    | 25 591   | 25,34    | 440       | 0,44      | 270   | 0,27  | 465   | 0,46 | 192        | 0,19       | 97     | 0,10   |
| 1992   | 119 718  | 80,24    | 25 944   | 17,39    | 1 008     | 0,68      | 91    | 0,06  | 1 969 | 1,32 | 340        | 0,23       | 72     | 0,05   |
| 2002   | 116 821  | 84,70    | 19 687   | 14,27    | 249       | 0,18      | 2     | 0,00  | 733   | 0,53 | 254        | 0,18       | 165    | 0,12   |
| 2011   | 96 105   | 77,66    | 12 750   | 10,30    | 270       | 0,22      | 32    | 0,03  | 3 107 | 2,51 | 153        | 0,12       | 11 321 | 9,16   |

### Religions
Selon le recensement de 2011, la répartition religieuse de la ville est la suivante :
- Orthodoxes : 67,19 %
- Catholiques Romains : 7,18 %
- Greco-catholiques : 4,51 %
- Réformés : 5,18 %
- Pentecôtistes : 3,58 %.
- Témoins de Jéhovah : 1,14 %
- Non-déclarées : 9,54 %
- Autres : 1,65 %

## Économie
L'économie de la ville pendant la période communiste était fondée sur l'extraction minière des alentours et la transformation des métaux. Ces industries ont beaucoup souffert de la période de restructuration qui a suivi la révolution de 1989, le secteur entier ayant progressivement fait faillite, et les mines d'or, de cuivre, de plomb, les combinats Romplumb, Aurul et Phoenix sont maintenant inactifs.
En 2012, Baia Mare est la capitale roumaine du meuble grâce notamment à l'usine Italsofa, une filiale du groupe italien Natuzzi S.p.A., dont le siège se trouve à Bari. En activité depuis 2002, cet établissement emploie environ 1 500 salariés et fabrique des canapés, fauteuils, canapés-lits extensibles, etc.

## Tourisme
Le tourisme est un domaine d'avenir pour Baia Mare et sa région qui bénéficient de nombreux atouts tels que les lacs Firiza  et Mogoşa , les stations d'hiver Izvoare et Suior, ou encore des attractions culturelles, par exemple des églises en bois inscrites au patrimoine mondial de l'UNESCO , ou la colonie de peintres.

## Sport
Rugby à XV
- CSM Baia Mare qui évolue en SuperLiga, le championnat de première division.

Football
- Minaur Baia Mare

## Patrimoine
La ville possède un quartier médiéval, qui compte notamment une tour horloge construite au XIVe siècle dans un style gothique. Le vieux centre a une structure carrée, typique des villes de province austro-hongroises, bordé de maisons bourgeoises de style hétéroclite.
Parmi les autres monuments remarquables, la ville compte :
- la Tour des Bouchers, élevée en 1469, la seule des sept tours de défense du système de fortification de la ville ayant survécu;
- le palais de la Monnaie construit en 1734 et qui abrite aujourd'hui une partie de Musée régional;
- la Préfecture, construction contemporaine remarquable (1970) de l'architecte Mircea Alifanti;
- la cheminée de la fonderie de cuivre Phoenix Copper Smelter, d'une hauteur de 351,5 mètres.

Il existe aussi un Musée d'Art et Centre de création artistique.

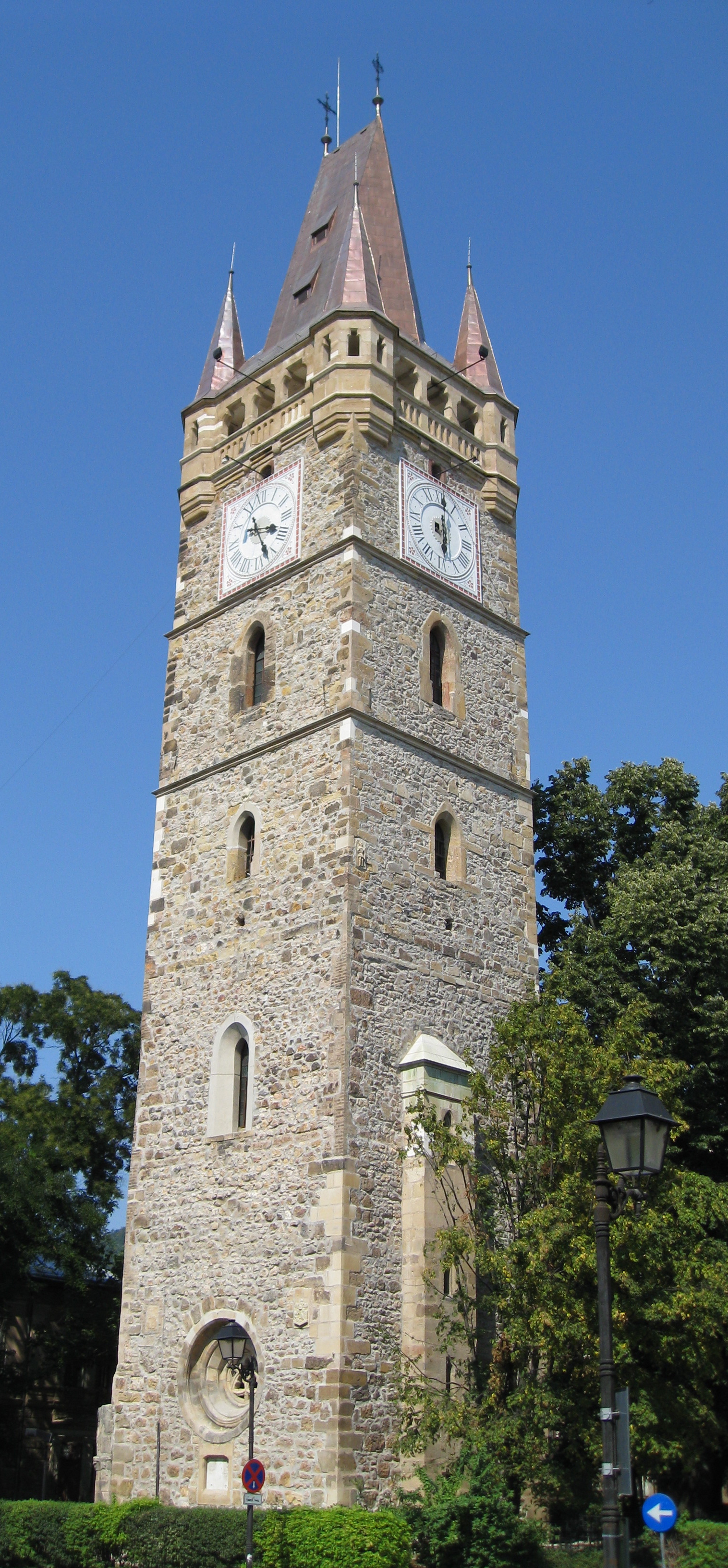
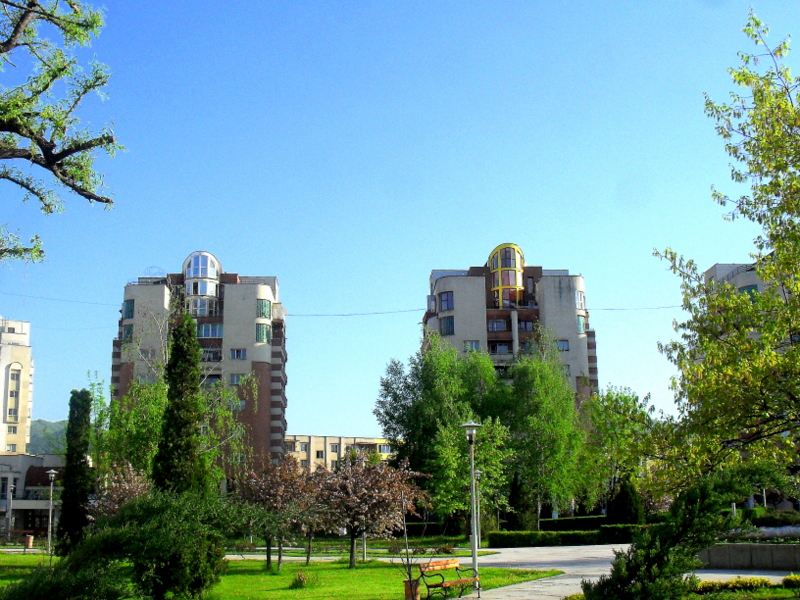
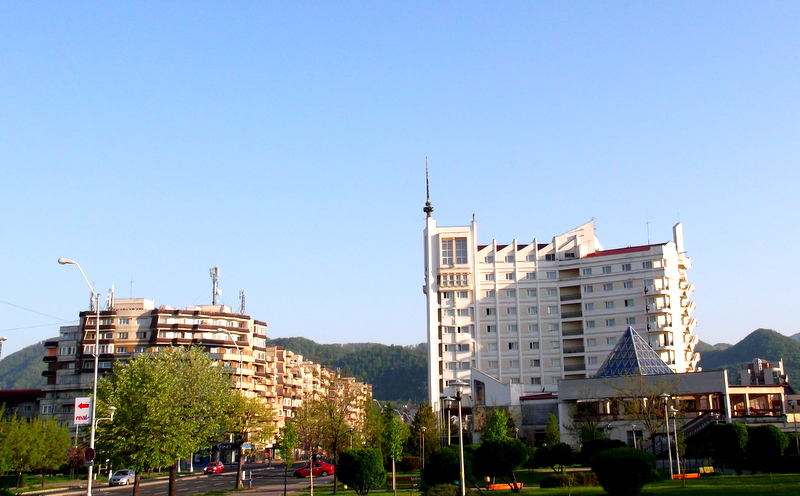
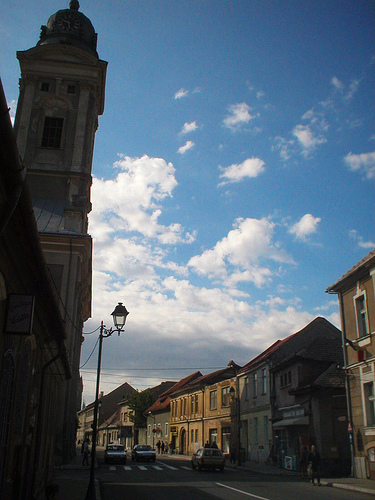
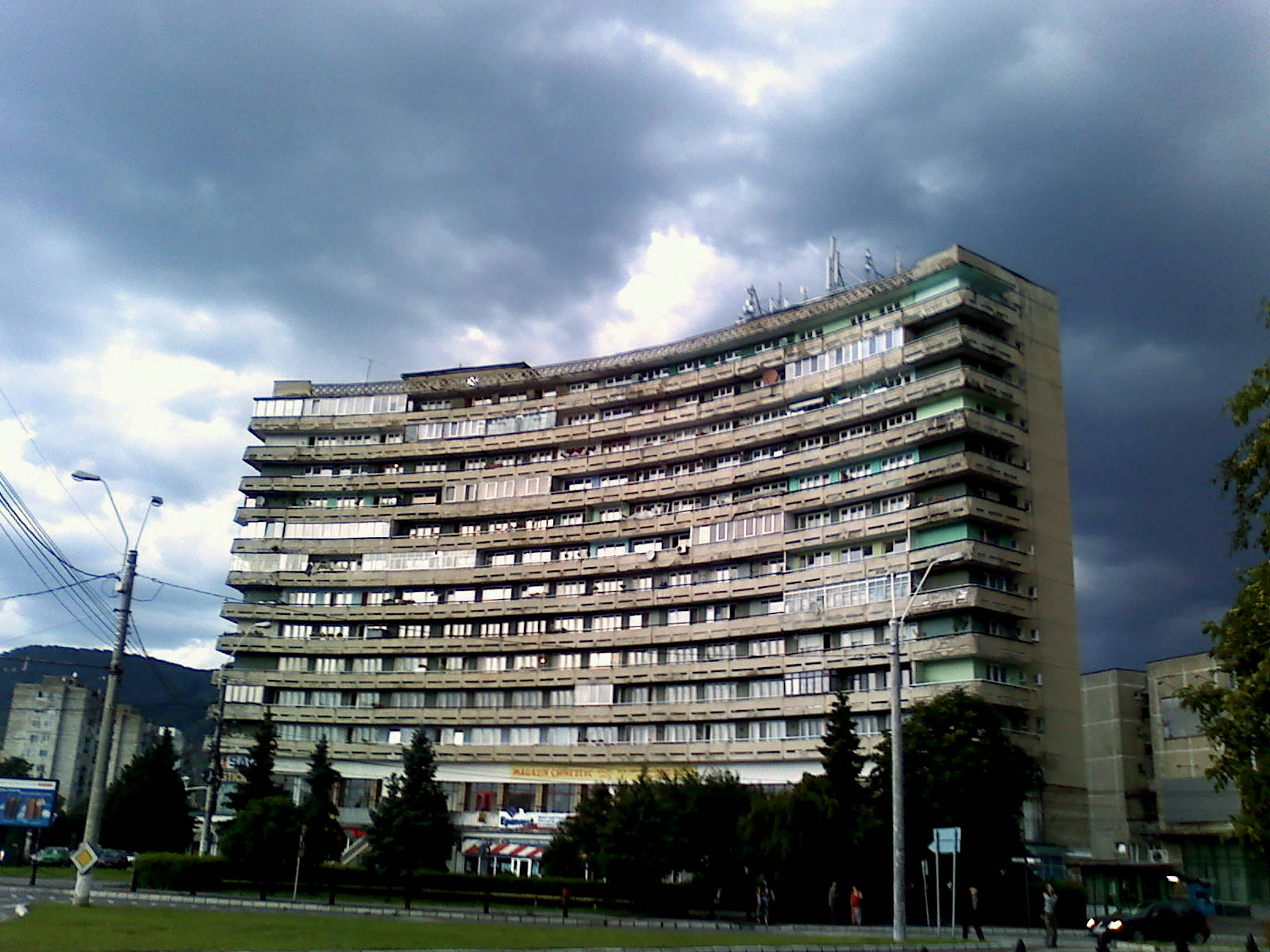
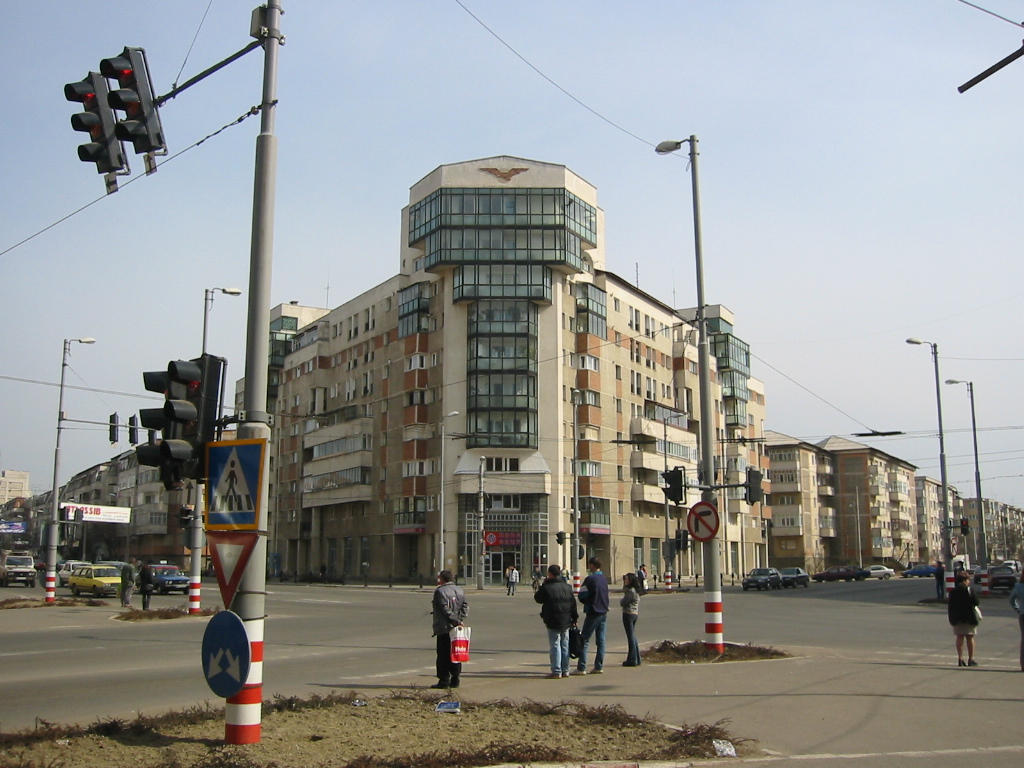

## Transports

### Routes
- La route nationale DN18 se dirige au nord vers Sighetu Marmației et l'Ukraine.
- La route nationale DN1C (route européenne 58) rejoint à l'ouest Satu Mare, Oradea puis la Hongrie.
- La route nationale DN1C au sud se dirige vers le județ de Cluj et sa préfecture Cluj-Napoca, puis Bucarest mais aussi vers le Județ de Bistrița-Năsăud et la ville de Dej.

### Voies ferrées
Baia Mare est reliée par le chemin de fer à Satu Mare et au réseau national, et au-delà, à Debrecen et à Budapest.

### Aéroport
Baia Mare possède un aéroport (code AITA : BAY). L'aéroport est situé sur le territoire de la commune de Tăuții-Măgherăuș, à 6 km à l'ouest de la ville.
La compagnie roumaine Tarom assure des liaisons avec Bucarest. En 2008, l'aéroport a été déclaré aéroport international et a été aussi desservi par la compagnie Malév jusqu'en 2012.

## Jumelages
La ville de Baia Mare est jumelée avec :
| Ville | Ville            | Pays | Pays       | Période                    |
| ----- | ---------------- | ---- | ---------- | -------------------------- |
|       | Bielsko-Biała    |      | Pologne    | depuis 2003                |
|       | Combs-la-Ville   |      | France     | depuis le 5 septembre 2009 |
|       | Hollywood        |      | États-Unis | depuis 2001                |
|       | Hódmezővásárhely |      | Hongrie    | depuis 2001                |
|       | Ivano-Frankivsk, |      | Ukraine    | depuis 1990                |
|       | Kitwe            |      | Zambie     | depuis 1972                |
|       | Nyíregyháza      |      | Hongrie    | depuis 2003                |
|       | Serino           |      | Italie     | depuis 2001                |
|       | Szolnok          |      | Hongrie    | depuis 1990                |
|       | Wels             |      | Autriche   | depuis 2000                |
|       | Zalău            |      | Roumanie   |                            |